# James Stephenson (Politiker)
James Stephenson (* 20. März 1764 in Gettysburg, Province of Pennsylvania; † 7. August 1833 in Martinsburg, Virginia) war ein US-amerikanischer Politiker. Zwischen 1803 und 1825 vertrat er mehrfach den Bundesstaat Virginia im US-Repräsentantenhaus.

## Werdegang
Über die Kindheit und Jugend von James Stephenson ist nichts überliefert. Er zog nach Martinsburg im heutigen West Virginia. Im Jahr 1791 nahm er unter General St. Clair an einem Indianerkrieg teil. Später schlug er als Mitglied der Föderalistischen Partei eine politische Laufbahn ein. Zwischen 1800 und 1803 saß er im Abgeordnetenhaus von Virginia. Bei den Kongresswahlen des Jahres 1802 wurde Stephenson im zweiten Wahlbezirk von Virginia in das US-Repräsentantenhaus in Washington, D.C. gewählt, wo er am 4. März 1803 die Nachfolge von David Holmes antrat. Bis zum 3. März 1805 konnte er eine Legislaturperiode im Kongress absolvieren. In diese Zeit fiel der von Präsident Thomas Jefferson getätigte Louisiana Purchase, durch den das Staatsgebiet der Vereinigten Staaten beträchtlich erweitert wurde. Im Jahr 1804 wurde der zwölfte Verfassungszusatz ratifiziert.
In den Jahren 1806 und 1807 war Stephenson erneut Abgeordneter im Staatsparlament von Virginia. Bei den Wahlen des Jahres 1808 wurde er erneut im zweiten Distrikt in den Kongress gewählt, wo er am 4. März 1809 John Morrow ablöste, der vier Jahre zuvor dort sein Nachfolger geworden war. Bis zum 3. März 1811 konnte Stephenson eine weitere Amtszeit um US-Repräsentantenhaus verbringen. Nach dem Tod des Abgeordneten Thomas Van Swearingen wurde Stephenson bei der fälligen Nachwahl für den zweiten Sitz als dessen Nachfolger in das US-Repräsentantenhaus gewählt, wo er am 28. Oktober 1822 sein Mandat antrat. Nach einer Wiederwahl im neunten Wahlbezirk konnte er bis zum 3. März 1825 im Kongress verbleiben. 
Nach dem Ende seiner Zeit im US-Repräsentantenhaus ist James Stephenson politisch nicht mehr in Erscheinung getreten. Er starb am 7. August 1833 in Martinsburg.